# 普通秧鸡
普通秧鸡（学名：Rallus indicus）为秧鸡科秧鸡属的鸟类，又稱秧雞。普通秧鸡分布于孟加拉，中国，印度，日本，韩国，朝鲜，老挝，蒙古，缅甸，尼泊尔，俄罗斯远东，越南，泰国。普通秧鸡在中国东北、河北或西北一带繁殖，迁福建、广东一带越冬。
近年来研究把原普通秧鸡分为了两个物种，其中把之前的 R. aquaticus indicus 亚种，及也就是主要分布在远东和中南半岛的亚种独立为一个物种。现在中国地区把原物种R. auaticus称为西方秧鸡，把R. indicus称为普通秧鸡。

## 特征
小型涉禽，体长30厘米以上。头小，躯干削瘦，喙、颈、跗跖和前三趾都长；上体羽毛暗灰褐色，带有黑色斑纹，头部斑纹非常显著；两翼表面大半灰褐色；下体褐色，两胁更具有白斑；肛周围和尾下覆羽黑白相间，羽尖白色。
在辨识上，相比于普通秧鸡脸上的棕色，西方秧鸡的脸则显得很灰。除了普通秧鸡脸有棕色，西方秧鸡脸比较灰之外，普通秧鸡尾下覆羽是黑白条纹的，而西方秧鸡三个亚种的尾下覆羽是白色的。普通秧鸡的胸和颈部的羽毛相比西方秧鸡看起来要更偏棕色，而西方秧鸡的胸部是很干净的灰色。在普通秧鸡的棕色的贯眼纹之上，灰色相对偏白，像白色的眉纹，而西方秧鸡的整个脸的灰色都比较均匀，或者说很干净。普通秧鸡的翅膀上的覆羽有更多的斑纹，而西方秧鸡的翅膀上斑纹较少，显得干净。普通秧鸡的嘴的比例和西方秧鸡比起来也相对短，西方秧鸡的嘴显得更为细长。另外，文献中也有提及普通秧鸡的体型整体上相对于西方秧鸡要大一点，而普通秧鸡雌雄之间的体型和毛色的差异相对于西方秧鸡要小。所以，总结起来，普通秧鸡看起来比较脏，西方秧鸡看起来比较干净。

## 分佈與棲地
此物種主要是遷徙性的，在冬季會移居到日本南部、中國東部和婆羅洲北部。它在孟加拉北部、緬甸、寮國和泰國北部及中部並不常見，而且通常不會進一步到達東南亞大陸的南部。過去在斯里蘭卡曾有過遷徙紀錄，然而在印度大陸上，牠們主要出現在北部地區，少數則紀錄於南至孟買。剛抵達印度時，秧雞可能會因為極度疲憊而可以徒手捕捉。在日本北海道島繁殖的鳥類大多會遷徙至更南的地區，包括韓國，但少數會在冬季停留在本州的沿海沼澤地。

## 习性
栖息于沼泽或近水草丛中，步行快速但不善于高飞，取食蚯蚓、昆虫等。